# Polyommatus pseuderos
Polyommatus pseuderos is een vlinder uit de familie van de Lycaenidae. De wetenschappelijke naam van de soort is voor het eerst geldig gepubliceerd in 1879 door Frederic Moore.

## Ondersoorten
- Polyommatus pseuderos pseuderos
- Polyommatus pseuderos nepalensis (Forster, 1961)